# Poème d'un jour
Poème d'un jour, op. 21, est un cycle de mélodies françaises du compositeur Gabriel Fauré, écrit en 1878.

## Contexte et création
Gabriel Fauré compose son cycle Poème d'un jour en 1878 sur des poèmes de Charles Grandmougin, après la rupture de ses fiançailles avec Marianne Viardot. L'œuvre est liée par ses tonalités autant que par ses poèmes. Les tonalités d'origines n'ont pas été conservées dans les transpositions faites par le compositeur. Le cycle est dédiée à « Madame la comtesse de Gauville ». Il est d'abord publiée par Durand en 1880 puis par Hamelle en 1897, mais aussi à Londres par Metzler la même année. La création a lieu salle Pleyel à la Société nationale de musique le 29 janvier 1881 par le ténor Mazalbert,.

## Structure
Le cycle se compose de trois mélodies :
1. Rencontre
2. Toujours
3. Adieu